# Amaxia verdatra
Amaxia verdatra är en fjärilsart som beskrevs av Felix Bryk 1953. Amaxia verdatra ingår i släktet Amaxia och familjen björnspinnare. Inga underarter finns listade i Catalogue of Life.